# فاكس
| link = | هذه المقالة يمكن توسيعها اعتمادا على الترجمة في ويكيبيديا الإنجليزية. اضغط [هنا] للتعليمات. - تُعدُّ الترجمةُ الآليةُ من كوكل بمثابةِ نقطةِ انطلاقٍ مُفيدةٍ للترجمات، ولكن يَجبُ على المُترجمينَ مُراجعةُ الأخطاءِ الّتي قد تُصاحبُ الترجمةَ حسبَ الضرورة، والتأكيد على دقةِ الترجمة، بدلاً من مجردِ نسخِ النصِّ المُترجمِ آلياً إلى ويكيبيديا. - لا تُترجمِ النصَّ الذي يبدو غيرَ موثوقٍ أو مُنخفضَ الجودة. تَحقِّقْ من النص بالتأكدِ من المَراجعِ الواردةِ في المقالةِ باللغةِ الأجنبية «إذا كان ذلك مُمكناً». - يجب إضافة قالب {{صفحة مترجمة}} بعد الترجمة إلى صفحة نقاش المقالة لضمان الامتثال لحقوق النشر. - لمزيد من الإرشاد، انظر ويكيبيديا:ترجمة مقالات إلى العربية. |

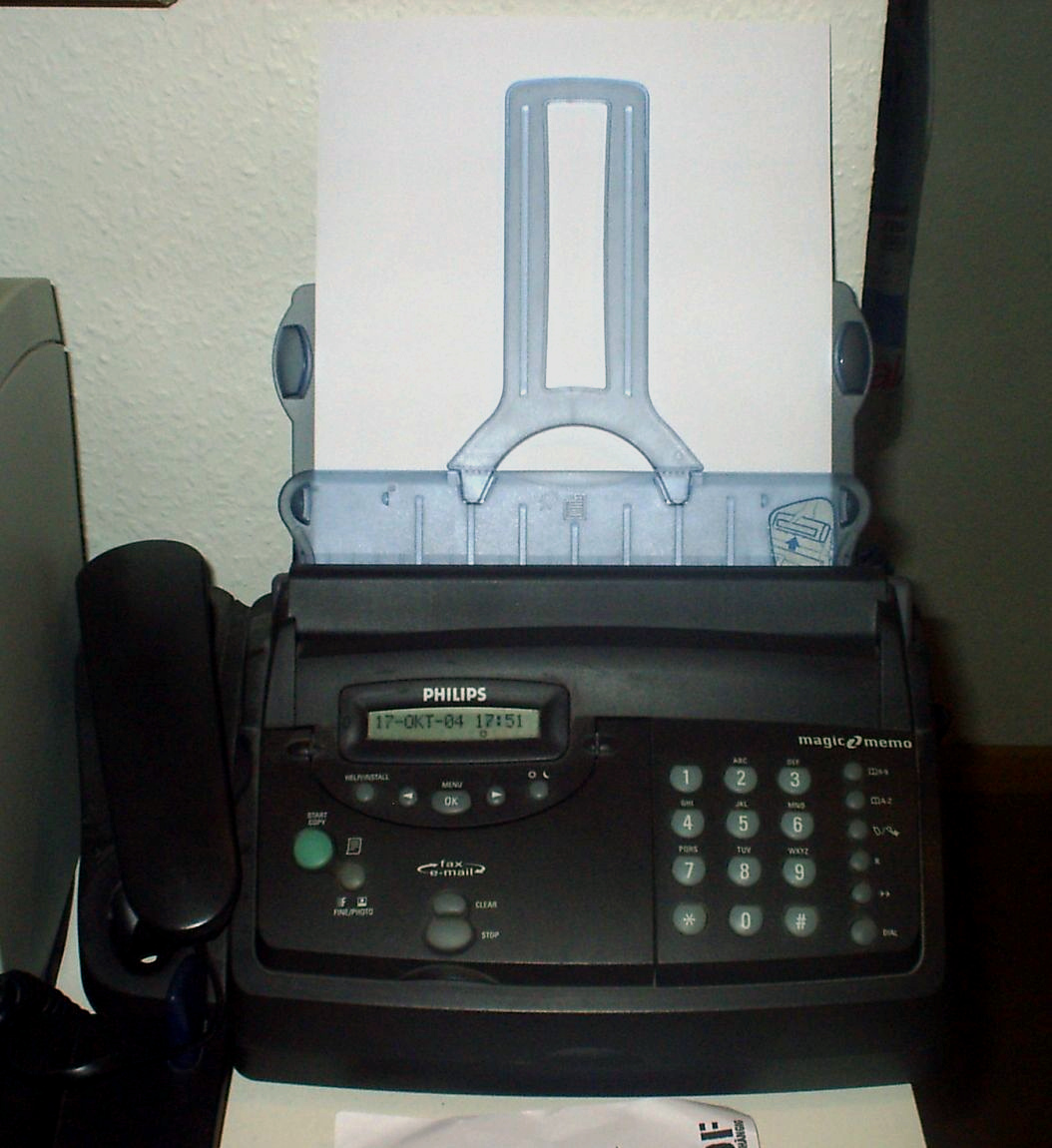
جهاز الناسوخ

الفاكس أو الناسوخ أو الفَكْس (بالإنجليزية: Facsimile وهي أختصارًا لـ Fax)  وله أسماء أخرى مثل: Telecopying وTelefacsimile. هو جهاز يعمل عن طريق تقنية الاتصالات ويقوم بإرسال نسخ طبق الأصل من الوثائق المراد إرسالها إلى الطرف الآخر. تُسمَّى الرسالة المُرسلة: النسيخة. يستخدم الناسوخ لبث واستقبال الصور. ولهذا، فإن النواسيخ تشبه آلات النسخ (التصوير) الصغيرة. غير أنها إما أن تكون مزودة بهاتف أو متصلة به. ولإرسال وثيقة معينة، ما على المرسل إلا أن يضعها في الآلة، ويدير رقم الناسوخ الخاص بالمرسل إليه، وبمجرد أن يتم الاتصال تتحرك الأداة الفاحصة الإلكترونية في جهاز الإرسال فوق الصفحة وتحول الصورة إلى مجموعة من الإشارات الكهربائية. وتنتقل هذه الإشارات عبر خط الهاتف إلى الناسوخ المتلقي. وتعيد تلك الآلة الإشارات الكهربائية مرة أخرى إلى صورة من الوثيقة الأصلية ثم تطبع نسخة منها.
يستخدم بعض رجال الأعمال نواسيخ صغيرة توضع فوق المكتب، أو أنواعاً أخرى تحمل باليد في المسكن، أو عندما يسافرون. ويمكن أيضاً استخدام الحاسوب الشخصي لإرسال وتلقي الوثائق إذا كانت هذه الأجهزة مزودة بدائرة كهربائية خاصة تسمى لوحة التشغيل.

## تاريخ الناسوخ
بدأ كثير من المخترعين في أوروبا والولايات المتحدة الأمريكية العمل لاختراع الناسوخ في أواخر القرن التاسع عشر وأوائل القرن العشرين الميلاديين. وبدأت وكالات الأنباء في استخدام النواسيخ لبث الصور في ثلاثينات القرن العشرين الميلادي. في ذلك الوقت، كانت النواسيخ تستخدم موجات المذياع عوضاً عن خطوط الهاتف في عملية البث. وتطورت شعبية الناسوخ بأطراد في مجال الأعمال في ثمانينيات القرن العشرين بعد أن طور رجال الصناعة نواسيخ أصغر وأقل تكلفة وأكثر سرعة.